# 13. århundrede f.Kr.
13. århundrede f.Kr.
Århundreder: 14. århundrede f.Kr. – 13. århundrede f.Kr. – 12. århundrede f.Kr.